# Saint-Capraise-de-Lalinde
Saint-Capraise-de-Lalinde – miejscowość i gmina we Francji, w regionie Nowa Akwitania, w departamencie Dordogne.
Według danych na rok 1990 gminę zamieszkiwały 584 osoby, a gęstość zaludnienia wynosiła 152 osób/km² (wśród 2290 gmin Akwitanii Saint-Capraise-de-Lalinde plasuje się na 656. miejscu pod względem liczby ludności, natomiast pod względem powierzchni na miejscu 1495.).